# 哈尔巴克乡
哈尔巴克乡，是中华人民共和国新疆维吾尔自治区巴音郭楞蒙古自治州轮台县下辖的一个乡镇级行政单位。

## 行政区划
哈尔巴克乡下辖以下地区：
玉奇托格拉克村、科克色格孜村、吾夏克铁热克村、喀拉墩村、巴格吉格代村、喀什贝西村、喀拉巴格村、阔什吐格曼村和亏台克布拉克村。